# Scytalium martensi
Scytalium martensi är en korallart som beskrevs av Rudolf Albert von Kölliker 1870. Scytalium martensi ingår i släktet Scytalium och familjen Virgulariidae. Inga underarter finns listade i Catalogue of Life.